# Thomas da Costa
Thomas Da Costa, nasceu em França a 18 de Septembro 1984. É um jogador de rugby que actua na posição de pilar, no clube Lourdes da divisão Fédérale 1 francesa. Mede 1,80 m de altura e pesa 115 kg.
É um jogador internacional português, tendo jogado pelos Lobos em duas partidas dos internacionais de Novembro (2009). Jogou como titular contra a Namíbia e entrou no decorrer da segundo tempo no jogo contra os Argentina Jaguares.

## Clubes
Formação
- Le Marquisat
- Lourdes
- Agen
- Montauban

Senior
- 2007 - 2008 Poitiers
- 2008 - ____ Lourdes

## Palmarés
- Internacional português: 1 cap no jogo  Portugal 9 - 12  Namíbia de 7 de Novembro de 2009.[4]